# Каспер, Джон Ховард
Джон Хо́вард Ка́спер (англ. John Howard Casper; род. 1943) — астронавт НАСА. Совершил четыре космических полёта на шаттлах: STS-36 (1990, «Атлантис»), STS-54 (1993, «Индевор»), STS-62 (1994, «Колумбия») и STS-77 (1996, «Индевор»), полковник ВМС США.

## Личные данные и образование

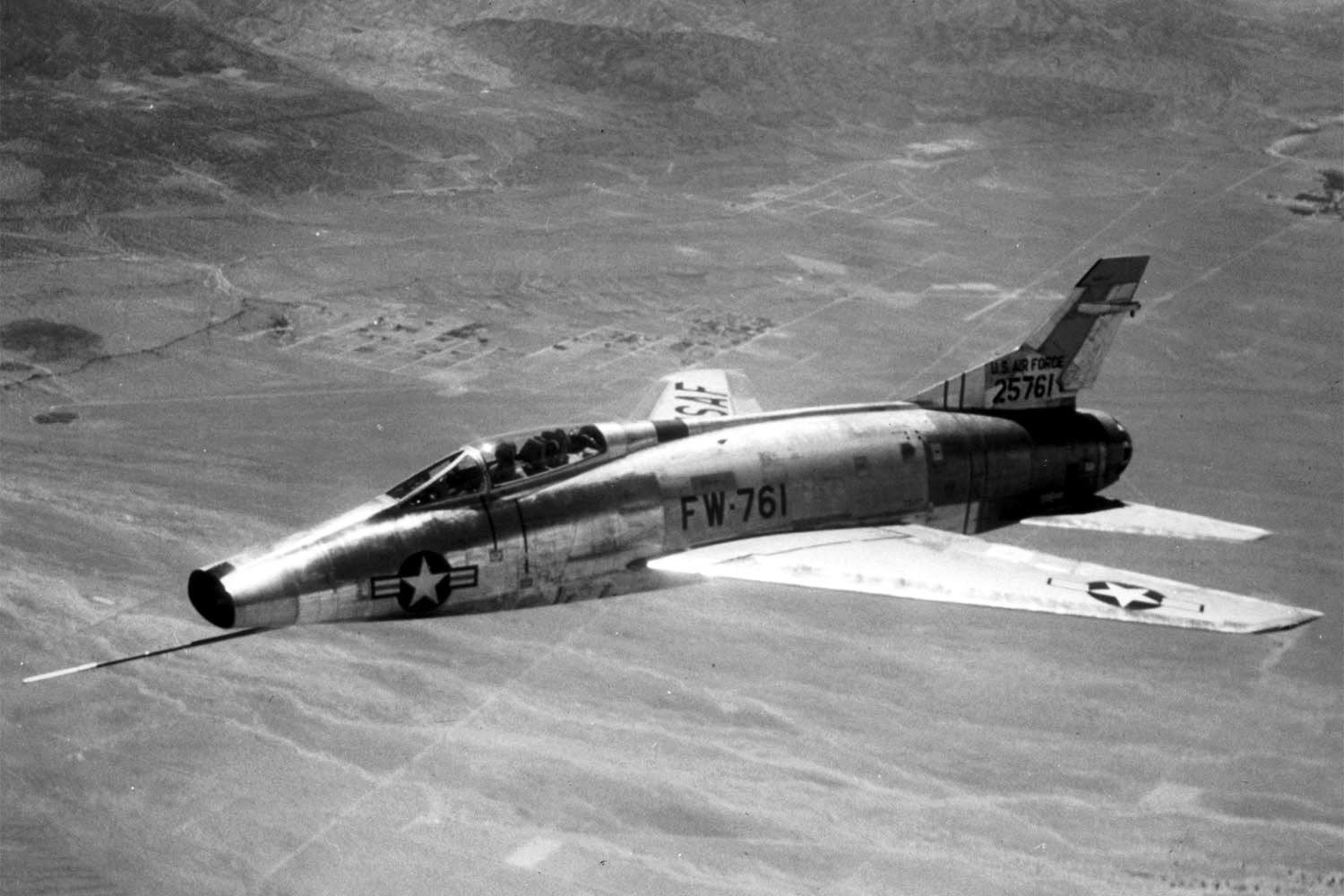
F-100 в полёте.

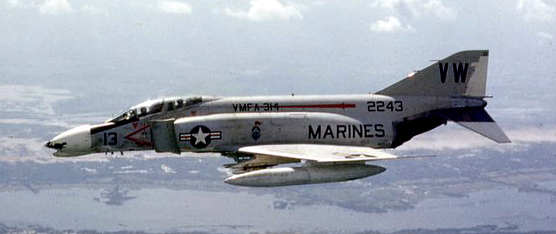
Самолёт F-4 Phantom в полёте.

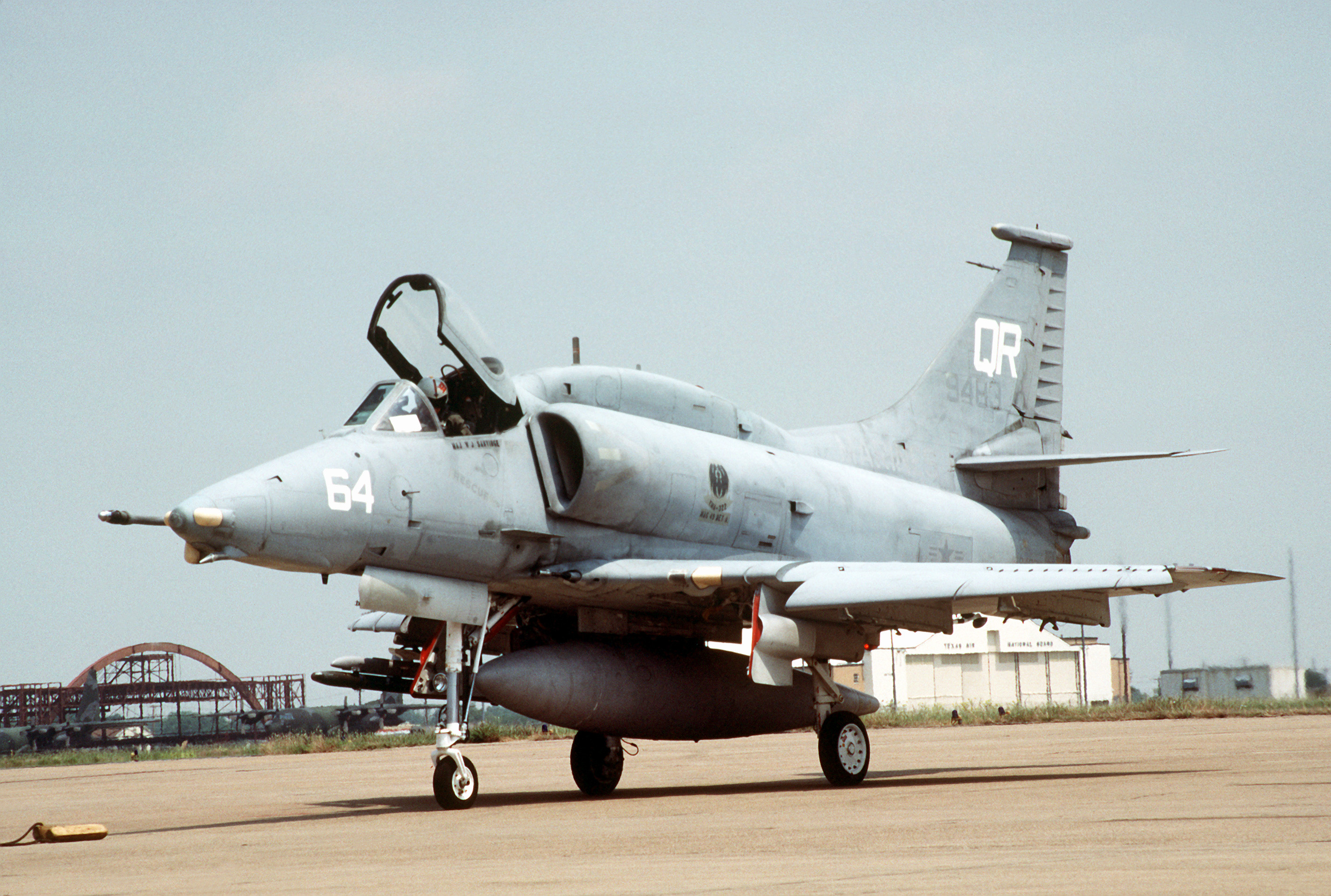
Самолёт А-4.

Джон Каспер родился 9 июля 1943 года в городе Гринвилл, штат Южная Каролина, но своим родным считает город Гэйнсвилл, штат Джорджия. В 1961 году окончил среднюю школу в городе Чэмбли, штат Джорджия. Принимал активное участие в движении «Бойскауты Америки», достиг второй ступени — «Жизнь — по-Скаутски». Жена (бывшая) — Кристина Гарднер Канн, у них — двое детей. Жена — Бэт Тэйлор Каспер, в этой семье у него тоже двое детей. Увлекается: полёты на самолётах, бег трусцой, любит классическую музыку. В июне 1966 году получил степень бакалавра наук в области машиностроения в Академии ВВС США. В 1967 году, в Университете имени Пердью, штат Индиана, стал магистром наук в области астронавтики. Окончил Военно-воздушный колледж ВВС США.

## До НАСА
В 1966 году поступил на военную службу в ВВС США. Стал пилотом ВВС после обучения на авиабазе ВВС «Рииз» в Техасе. На авиабазе ВВС США «Люк» в Аризоне прошёл переподготовку на истребителе F-100, и был направлен на авиабазу «Фанранг» близ Фанранга (Южный Вьетнам). Принимал участие в войне во Вьетнаме, совершил 229 боевых вылетов на F-100. В 1970—1974 годах летал на самолётах F-4D на базе Королевских военно-воздушных сил «Лэкэнхэйт» в Великобритании. В 1971 году Каспер окончил школу офицеров. В 1974 году на авиабазе Эдвардс в Калифорнии, окончил школу лётчиков-испытателей ВВС США, после чего проводил испытания вооружений на самолётах F-4 и А-7. В 1976—1980 годах был строевым офицером. В 1977 году заочно окончил колледж вооружённых сил. В 1980 году Каспер получил назначение в штаб-квартиру ВВС США в Пентагоне, где он был специальным офицером при заместителе начальника штаба по специальным операциям. В 1982 году стал заместителем руководителя отдела специальных проектов. Имеет налёт более 10 000 часов на 52 различных типах самолётов. Воинские звания: майор ВВС (1966 год), подполковник ВВС (1984 год), ушёл в отставку в звании полковника ВВС.

## Подготовка к космическим полётам
В мае 1984 года Каспер был приглашён в НАСА в качестве кандидата в астронавты в составе десятого набора. Начал прохождение курса общекосмической подготовки (ОКП) с июля 1984 года. По окончании обучения в июне 1985 года получил квалификацию «пилот шаттла» и назначение в Отдел астронавтов НАСА. С октября 1985 по ноябрь 1987 года был Руководителем Отдела астронавтов, занимался отладкой работы бортовых компьютеров, программ и программного обеспечения шаттла. Занимался вопросами, связанными с посадками шаттлов: местами посадок и тормозными системами. Был начальником Отдела планирования полётов, оператором связи с экипажами в Центре управления полётом.

## Полёты в космос
- Первый полёт — STS-36[3], шаттл «Атлантис». C 28 февраля по 4 марта 1990 года в качестве «пилота шаттла». Цель полёта — вывод на орбиту спутника «KH 11-10» по заказу Министерства обороны США[4]. Полёт был перенесён на несколько дней из-за болезни командира Крейтона и неблагоприятных погодных условий. Назначенный на 22 февраля старт шаттла переносился последовательно на 23, 24, а затем и 25 февраля[5].Продолжительность полёта составила 4 дня 10 часов 19 минут[6].

- Второй полёт — STS-54[7], шаттл «Индевор». C 13 по 19 января 1993 года в качестве «командира корабля». Основная цель полёта — вывод на орбиту спутника-ретранслятора TDRS-F[8]. Продолжительность полёта составила 5 дней 23 часа 39 минут.[9].

- Третий полёт — STS-62[10], шаттл «Колумбия». C 4 по 18 марта 1994 года в качестве «командира корабля». Продолжение медико-биологических исследований и астрономических наблюдений. Продолжительность полёта составила 13 дней 23 часа 18 минут.[11].

- Четвёртый полёт — STS-77[12], шаттл «Индевор». C 19 по 29 мая 1996 года в качестве «командира корабля». В программу полёта входило проведение микрогравитационных экспериментов в коммерческом лабораторном модуле «Спейсхэб-4», развёртывание экспериментальной надувной антенны IAE, испытание новой системы ориентации на автономном спутнике PAMS/STU[13]. Продолжительность полёта составила 10 суток 0 часов 40 минут[14].

Общая продолжительность полётов в космос — 34 дня 9 часов 56 минут.

## После полётов
После полётов занимал различные должности в Космическом центре имени Джонсона в Хьюстоне, штат Техас. Был директором по вопросам безопасности, надёжности и поддержки качества шаттлов. После катастрофы шаттла «Колумбия» был назначен в комиссию по расследованию катастрофы. Был заместителем руководителя комиссии НАСА по программе «Возвращение к полётам».

## Награды и премии
Награждён: Медаль «За космический полёт» (1990, 1993, 1994 и 1996), Медаль «За отличную службу» (США), Орден «Легион почёта» (дважды), Крест лётных заслуг (США) (дважды), Воздушная медаль (США) (11 медалей), Медаль «За похвальную службу» (США) (дважды), Крест «За храбрость» (Южный Вьетнам), Медаль «За выдающуюся службу» (НАСА), Медаль «За выдающееся лидерство», Медаль «За исключительные заслуги» и многие другие.